# Balanus nubilis
Balanus nubilis är en kräftdjursart. Balanus nubilis ingår i släktet Balanus och familjen havstulpaner. Inga underarter finns listade i Catalogue of Life.